# Alfredo del Mazo González
Alfredo Hilario Isidro del Mazo González (Toluca, 31 december 1943 – 10 januari 2019) was een Mexicaans politicus van de Institutioneel Revolutionaire Partij (PRI).
Del Mazo was de zoon van Alfredo del Mazo Vélez, voormalig gouverneur van Mexico en minister van energie. Del Mazo studeerde bedrijfseconomie aan de Nationale Autonome Universiteit van Mexico (UNAM). Hij vervulde verschillende functies binnen de Nationale Banken- en Verzekeringscommissie en het ministerie van haciënda (financiën). In 1981 werd hij tot gouverneur van Mexico gekozen. Del Mazo was bevriend met president Miguel de la Madrid (1982-1988), door wie hij 'de jongere broer die ik nooit heb gehad' werd genoemd. Hij trad in 1986 vroegtijdig af als gouverneur om minister van energie te worden.
Del Mazo gold als kandidaat-opvolger van De la Madrid, samen met onder andere minister van budget Carlos Salinas en minister van justitie Sergio García Ramírez. Op de dag dat De la Madrid de presidentskandidaat voor de PRI voor de verkiezingen zou aanwijzen, en aangezien de PRI vrijwel alleenheerschappij had, in feite zijn opvolger (dedazo) aanstelde, kreeg Del Mazo het bericht dat García Ramírez door de president was aangewezen. Del Mazo feliciteerde García Ramírez publiekelijk, waarna veel andere politici volgden. Op hetzelfde moment maakte De la Madrid echter bekend dat niet García Ramírez maar Salinas presidentskandidaat zou worden. Door deze blunder verspeelde hij veel politiek krediet.
Van 1988 tot 1990 was Del Mazo ambassadeur in België en de Europese Unie. In 1997 was hij voor de PRI kandidaat voor het burgemeesterschap van Mexico-Stad, de eerste keer dat de burgemeester democratisch werd verkozen, maar hij werd verslagen door Cuauhtémoc Cárdenas van de Partij van de Democratische Revolutie (PRD). Van 2003 tot 2006 had hij zitting in de Kamer van Afgevaardigden. Sindsdien had hij zich teruggetrokken uit de politiek.
- Gemeinsame Normdatei: 1175221007
- Virtual International Authority File: 4254154741645953110001